# Dan Ekner
Dan Ekner, född 5 februari 1927 i Göteborg, död 17 april 1975, var en svensk fotbollsspelare som bland annat spelade i Örgryte IS, IFK Göteborg, Olympique de Marseille, Portsmouth FC, ACF Fiorentina, S.P.A.L. och PSV Eindhoven.
När Ekner gick till Portsmouth som proffs blev han förste svensk i den engelska ligan. Han fick två barn.